# Palinuro (Vulkan)
Der Palinuro ist ein aktiver Unterwasservulkan im südlichen Tyrrhenischen Meer westlich der Küste des Cilento, die etwa 65 km entfernt liegt.
Der Gebirgszugs des Palinuro-Komplexes zieht sich über etwa 50 km in west-östlicher Richtung mit einer maximalen Ausdehnung von 22 km an der Basis und hat mehrere (5–8) Gipfel, deren Hauptgipfel der Palinuro ist, der bis auf 70 m unter der Wasseroberfläche aufragt.
Bei einem Ausbruch des Vulkans oder bei Erdrutschen an seinen Flanken ist mit dem Entstehen von Tsunamis zu rechnen, die in etwa 20 Minuten die Küste erreichen könnten.